# Вілла Гетті
Вілла Гетті (англ. Getty Villa) — одна з двох частин музею Дж. Пола Гетті, копія стародавньоримської вілли Папірі у Кампанії, що було відбудовано каліфорнійським нафтовим магнатом Полом Гетті. Розташована в самому східному кінці Малібуського узбережжя у надокеанській, західно-лос-анжелеській місцевості Пасіфік-Палісейдс. Вілла Гетті є музеєм й освітнім закладом, присвяченим вивченню мистецтв й культур Стародавньої Греції, Риму, Етрурії та Єгипту. Колекція нараховує 44 тисячі давньогрецьких, давньоримських, етруських та давньоєгипетських старожитностей, що датовані від 6500 року до н. е. до 400 року після н. е., що містять Геракла Ленсдауна та Переможну молодість. У музейному містечку розміщена магістерська програма Університету Каліфорнії в Лос-Анджелесі / Гетті з археології та етнографії. Колекція задокументована та представлена, як через мережевий GettyGuide, так й через музейні аудіо-тури.

## Історія

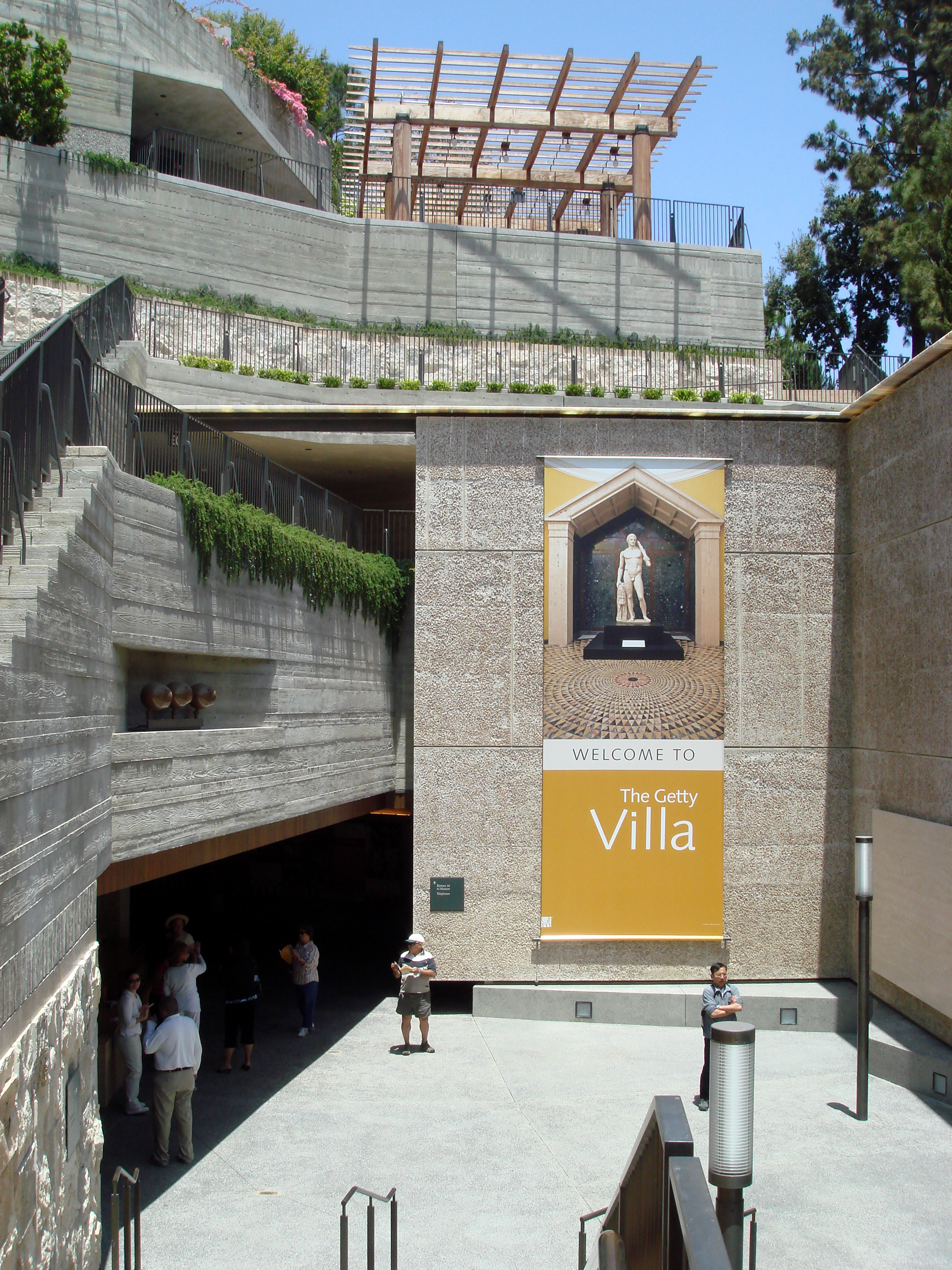
Вхід у віллу Гетті задає тон вступом у археологічний розкоп

У 1954 році нафтовий магнат Дж. Пол Гетті відкрив галерею, що прилягала до його будинку у Пасіфік-Палісейдс. Зростаюча колекція вимагала більший простір, що призвело до необхідності будівництва вілли Гетті на нижній терасі його маєтку, нижче первинної галереї. Проєкт вілли надихнула вілла Папірі у Геркуланумі, за яким ще були додані деталі з кількох інших стародавніх пам'яток. Його авторами стали архітектори Роберт Е. Ленґдон-молодший та Ернест К. Вілсон-молодший за консультацією археолога Нормана Нюєрбурга. Вілла Гетті відкрилася для громадськості у 1974 році, але так ніколи не була відвідана Полом Гетті, який помер у 1976 році. Після його смерті музей отримав у спадщину 661 мільйонів доларів й розпочав зведення значно більшого музейного комплексу — Центра Гетті, у східнішій лос-анджелеській місцевості, Брентвуді. Громада Брентвуду протистояла планам будівництва нового комплексу, що скінчилося обмеженням первинного розміру будівництва у Брентвуді й залишенням колекції середземноморської античності у Віллі Гетті у Пасіфік-Палісейдс. У 1993 році архітектори Родолфо Мачадо й Хорге Сілветті почали розробку проєкту реконструкції вілли Ґетті та її комплексу. Так у 1997 році Вілла Гетті була закрита для оновлення. Під час реконструкції вілли проводилася реставрація й колекція була відновлена.
З 2004 року музей та Університет Каліфорнії в Лос-Анджелесі (UCLA) проводять літні наукові заходи у Туреччині, де вивчають збереження мистецтва Близького Сходу.
Повторно відкрита 28 січня 2006 року Вілла Гетті демонструє давньогрецькі, римські та етруські старожитності у надихнутій Стародавним Римом архітектурі, що оточена римськими садами. Витвори мистецтва впорядковані за темами: «Боги й богині», «Діоніс й театр», «Історія Троянської війни». Новий архітектурний план з імітацією археологічних розкопок навколо вілли було розроблено бостонськими архітекторами Мачадо та Сілветті Асошіейтс. Журнал Architectural Record відзначив їхню роботу на Віллі Гетті, як: «майже чудо — музей, що не викликає усмішки від мистецького світу… майстерна робота … розроблення складного ансамблю будівель, майданчиків та ландшафтного дизайну, що, нарешті, забезпечує справжній дім для реліквії іншого часу та місця».
У 2016–18 роках колекція була перевстановлена в хронологічну композицію з акцентом на мистецько-історичну тематику.
Існують суперечки щодо тверджень грецького та італійського урядів про те, що предмети в колекції були розграбовані та повинні бути реституйовані. У 2006 році Центр Гетті повернув або зобов'язався повернути Греції чотири вкрадені предмети: стелу (надмогильний камінь), мармуровий рельєф, золотий похоронний вінок й мармурову статую. У 2007 році Центр Гетті підписав угоду про повернення 40 вкрадених предметів до Італії.

## Заклад та програми
Вхід на віллу Гетті безкоштовний. Станом на літо 2019 року за паркування протягом дня стягується плата в розмірі 20 доларів США, але паркування безкоштовне для вечірніх вистав. Музей працює з середи до понеділка, з 10 до 17. Він закритий по вівторках, в день Нового року (1 січня), День незалежності (4 липня), День подяки (4-й четвер листопада) та на Різдво (25 грудня).
Вілла Гетті проводить живі вистави як у внутрішній аудиторії, так й у амфітеатрі просто неба. Ігрові читання в приміщенні включали «Троянські жінки», «Жаби» Аристофана, «Олена» Евріпіда й публічне читання «Іліади» Гомера. Музичні вистави в приміщенні, що зазвичай стосуються художніх експонатів, включали: Ангельська музика, Органогафія та Пісні з П'ятого часу, Звуки Мексики. Виступи у амфітеатрі включали «Мир» Аристофана, «Агамемнон» Есхіла та «Електру» Софокла.
Вілла Гетті також приймає виставки за межами власних колекцій. Наприклад, у березні 2011 року була виставка фотографій «У пошуках біблійних земель», на якій були зібрані світлини Близького Сходу 1840-х років.
Галерея Сімейного форуму вілли Гетті пропонує освітні програми для дітей, що включають розмалювання грецьких ваз, полістирольний реквізит грецької та римської культури для накидання тіней, дитячих екскурсоводів до інших експонатів.
Геттівський консерваційний інститут пропонує магістерську програму з археологічної та етнографічної консервації спільно з Інститутом археології Котсена при Унівесритеті Каліфорнії Лос-Анджелеса. Заняття та дослідження проводяться у музейному крилі Геттівського ранчового будинку. Програма була першою подібного роду у ЗДА.

## Містечко

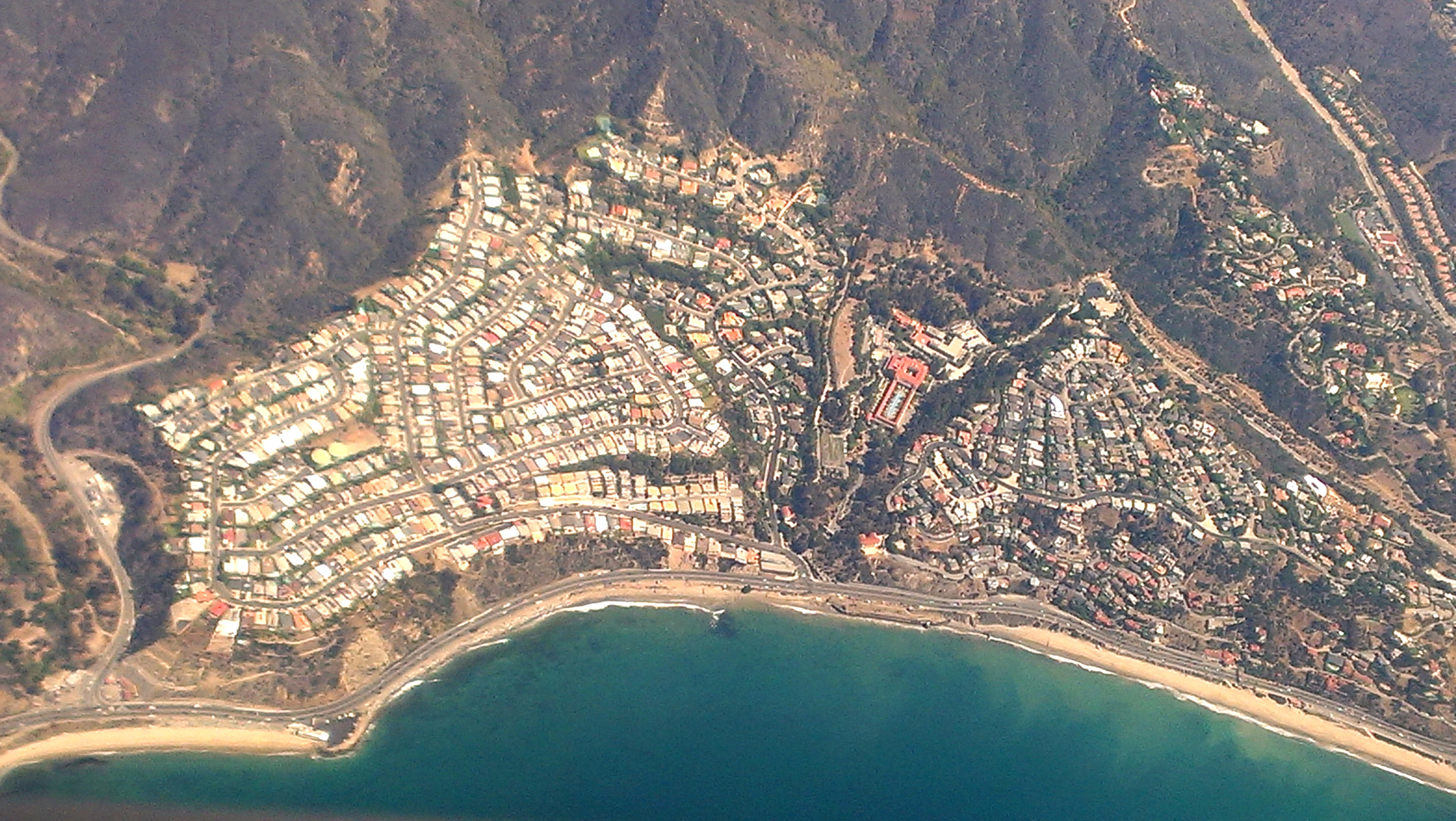
Вілла Гетті (будівля з червоним дахом у правому центрі) та прилегла територія у Пасіфік-Палісейдс

Вілла самоідентифікується з Малібу, оскільки вона розташована на схід від меж міста Малібу у місті Лос-Анджелес у місцевості Пасіфік-Палісейдс. Музейний комплекс розташовано на 24 гектарах на пагорбі з видом на Тихий океан, відстань до якого складає 30 метрів від в'їзду з Тихоокеанського шосе на віллу. Відкритий в'їзний павільйон на 230 м2 вбудовано у пагорб разом з 4-поверховою парківкою на 248 місць, що розташовано на південному кінці Зовнішнього перистиля вілли. Зовнішній перистиль — це офіційний сад з трояндами та англійським плющем, що включає ряд римських скульптур. На захід від Зовнішнього перистиля — трав'яний город. Під Зовнішнім перистилем розташовано центральний гараж. На захід від вілли розташовано грецький амфітеатр Барбари та Лоуренса Флайшман під відкритим небом на 450 місць, де влаштовують вечірні вистави. Театр виходить на західну сторону Вілли й використовує її сходини входу як сцену. На північний захід від театру — 3-поверхова вбудована у пагорб будівля на 1440 м2 містить музейний магазин на нижньому рівні, кафе на другому рівні та приватну їдальню на верхньому рівні. На північ від вілли розташовано внутрішню аудиторію на 930 м2 на 250 місць.
На пагорбі над музеєм розташовано первинний приватний будинок ранчо Гетті та музейне крило, що Гетті добудував до свого будинку у 1954 році. Зараз вони використовуються для кураторських кабінетів, конференц-залів й бібліотеки. Не є відкритою для громадськості могила Дж. Пола Гетті, що розмішена на пагорбі за його ранчовим будинком. Північний гараж на 200 автомобілів розташовано за Геттівським ранчо. Будівля власне вілли-музею площею у 9800 м2 розташована навколо квадратного отвору внутрішнього двору-перистиля. Реконструкція музею 2006 року додала 58 вікон, що виходять на внутрішній перистиль, та висувний скляний дах над атріумом. Тоді також замінено підлогу терраццо у галереях та додано сейсмічний захист новими сталевими арматурними балками та новими ізоляторами у основі статуй та вітрин. Музей має 4500 м2 галерейного простору.

Архітектурний критик Калам Сторрі описує загальний ефект: 
 Те, що досягає Віллі Гетті, спочатку шляхом усамітнення, потім контролем доступу та, нарешті, архітектурою, — це відчуття відірваності від свого безпосереднього оточення. 

## Колекція

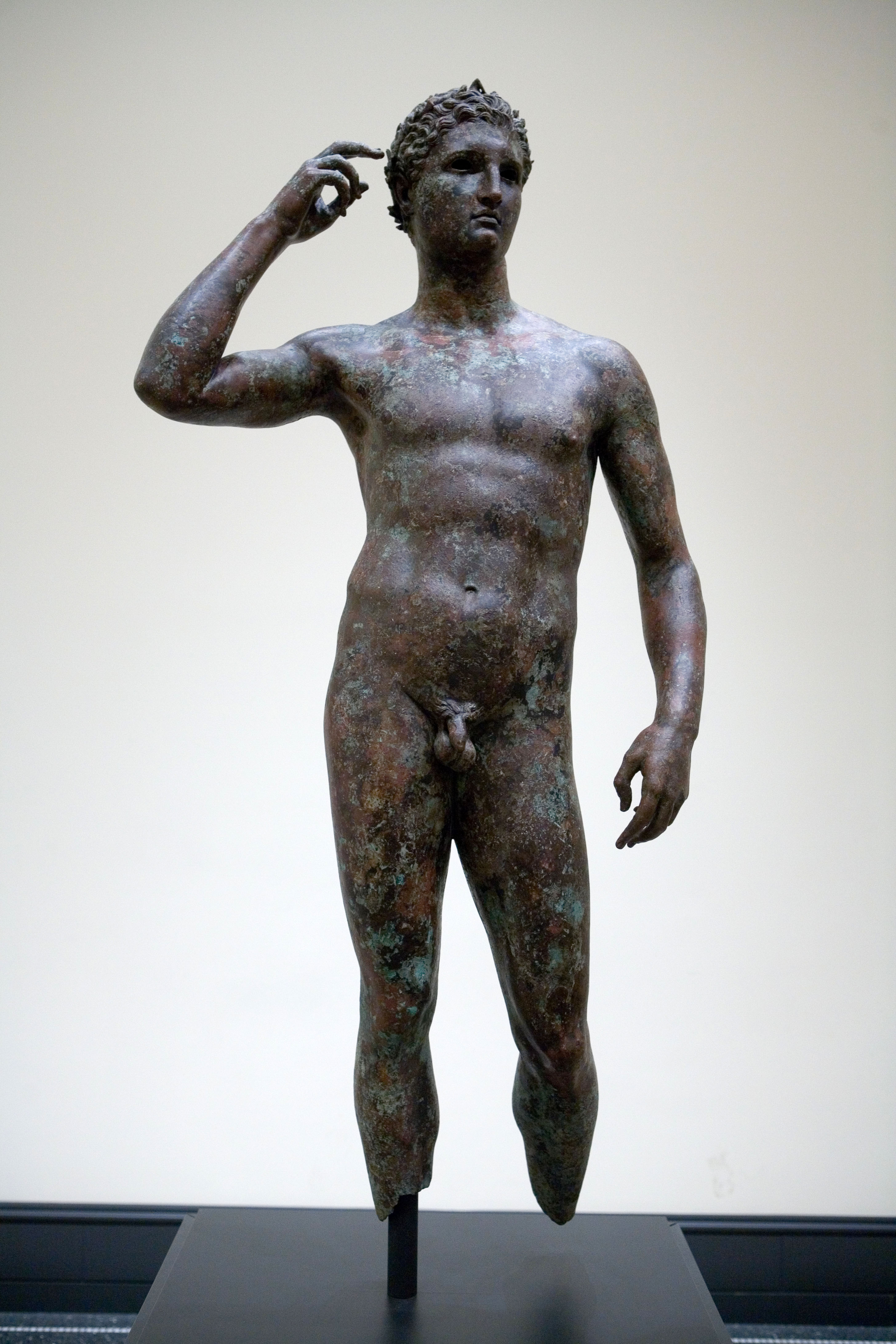
Переможна молодість, частина колекції музею

Колекція нараховує 44 тисячі грецьких, римських та етруських старожитностей, що датовані від 6500 року до н. е. до 400 року після н. е., з яких лише приблизно 1400 представлені у експозиції.
Серед видатних предметів — «Переможна молодість», одна з небагатьох грецьких бронзових статуй у натуральну величину, що збереглася до сучасності. Ленсдаунський Геракл — адріанська римська скульптура в образі Лісіппа. Вілла також має колекції ювелірних виробів та монет та велику бібліотеку книг у 20 000 томів. 
Вілла містить «курос Ґетті», що музей придбав у 1985 році на 10 мільйонів доларів. Курос Ґетті відносять до «грецьких» з датуванням близько 530 роком до н. е., або до сучасної підробки, оскільки науковий аналіз не є переконливим щодо того, чи можна мармурову статую датувати грецьким часом. Якщо курос Ґетті є справжніми, тоді він у числі 12, що збереглися.
Також у колекції музею міститься мармурова статуя Зевса Марбері-холла висотою у 2100 мм висотою, що виявлено у руїнах у Тиволі поблизу Риму.

### GettyGuide
Детальна інформація про колекцію музею Дж. Пола Гетті на віллі Гетті надається за допомогою «GettyGuide», що доступний, як у музеї на «станціях GettyGuide», так й зовні, — на музейному вебсайті.

## Галерея

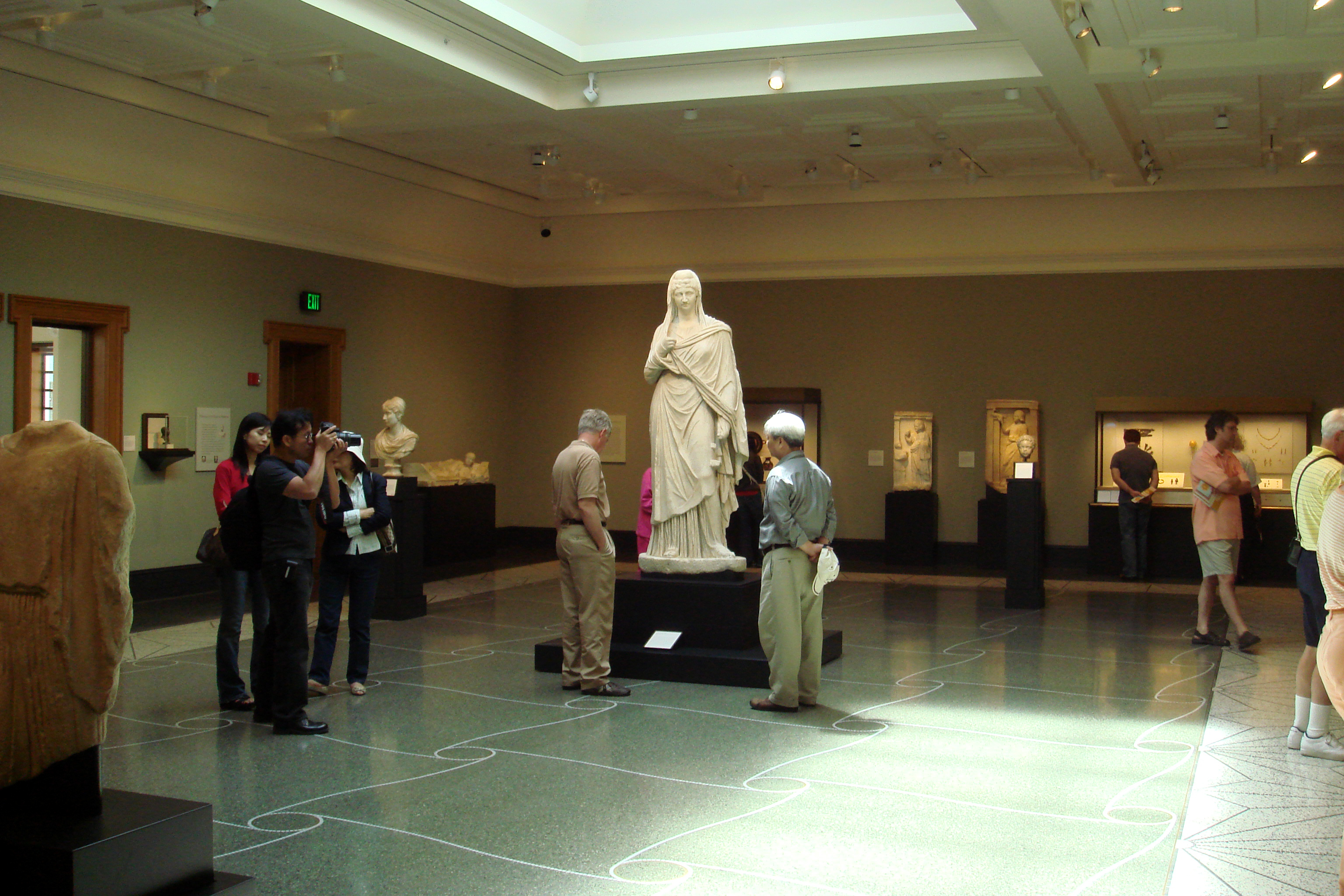
Галерея усередині  вілли
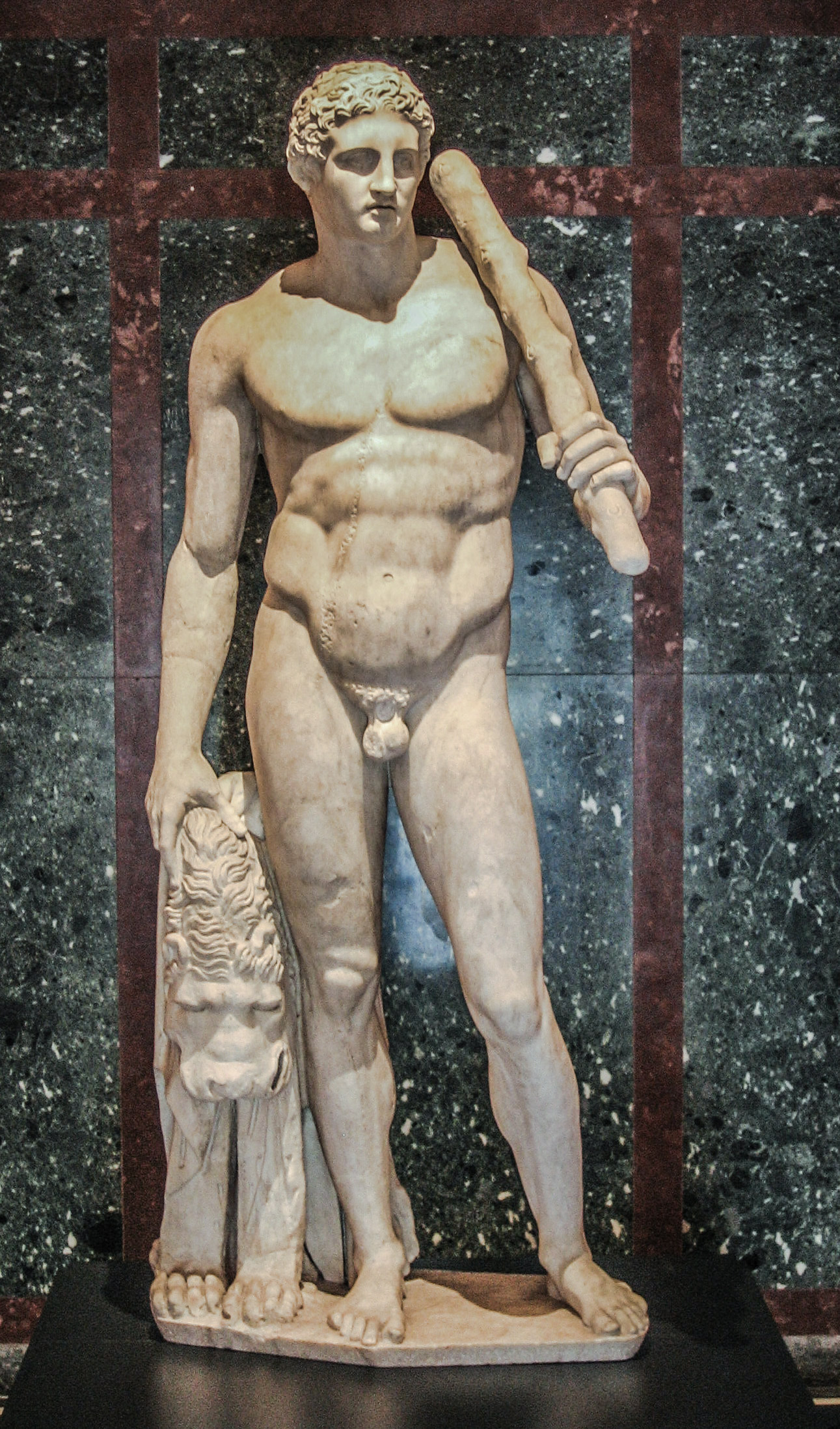
Геракл Ландсдауна є частиною музейної колекції
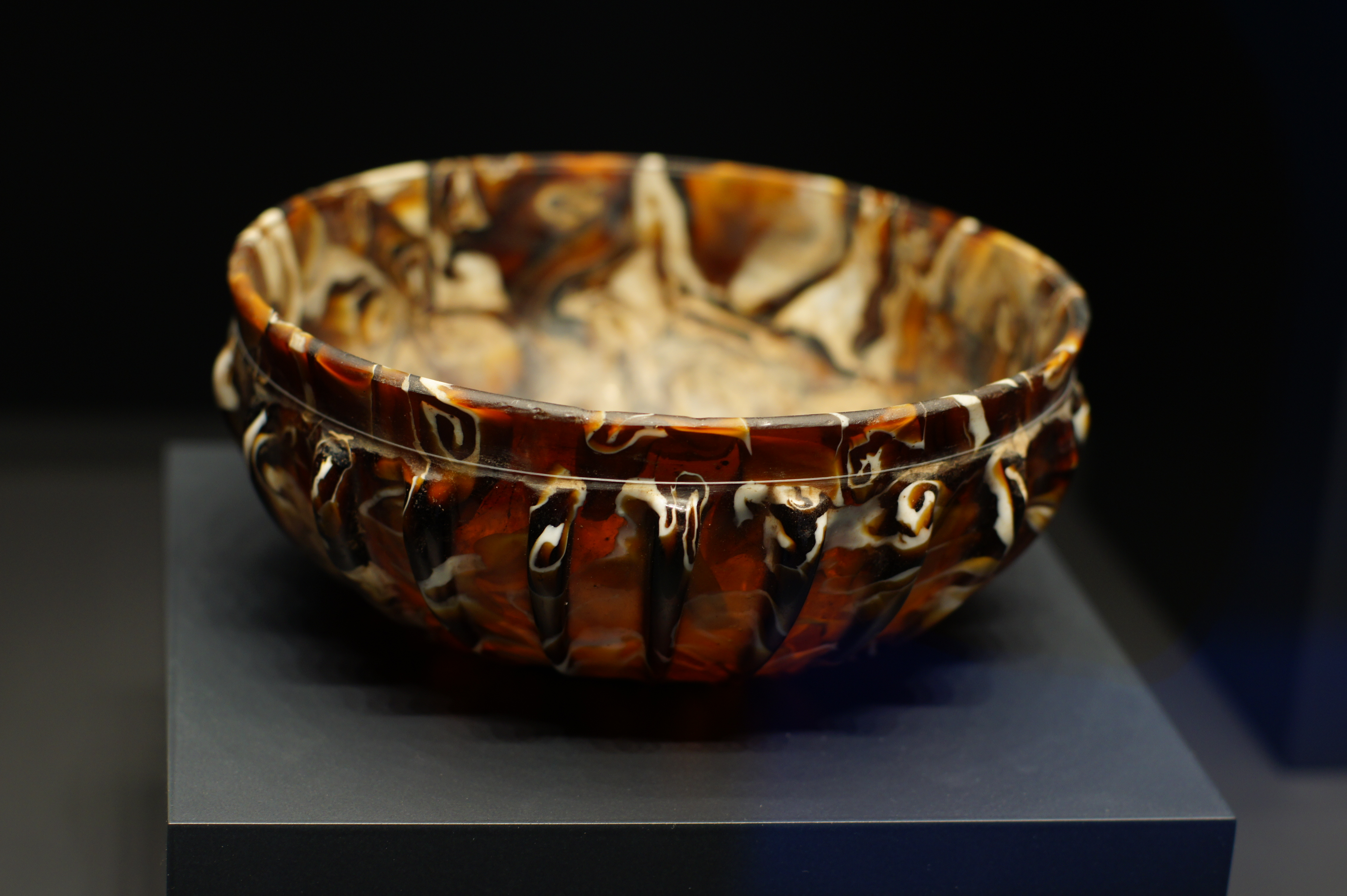
Стародавньоримське скло
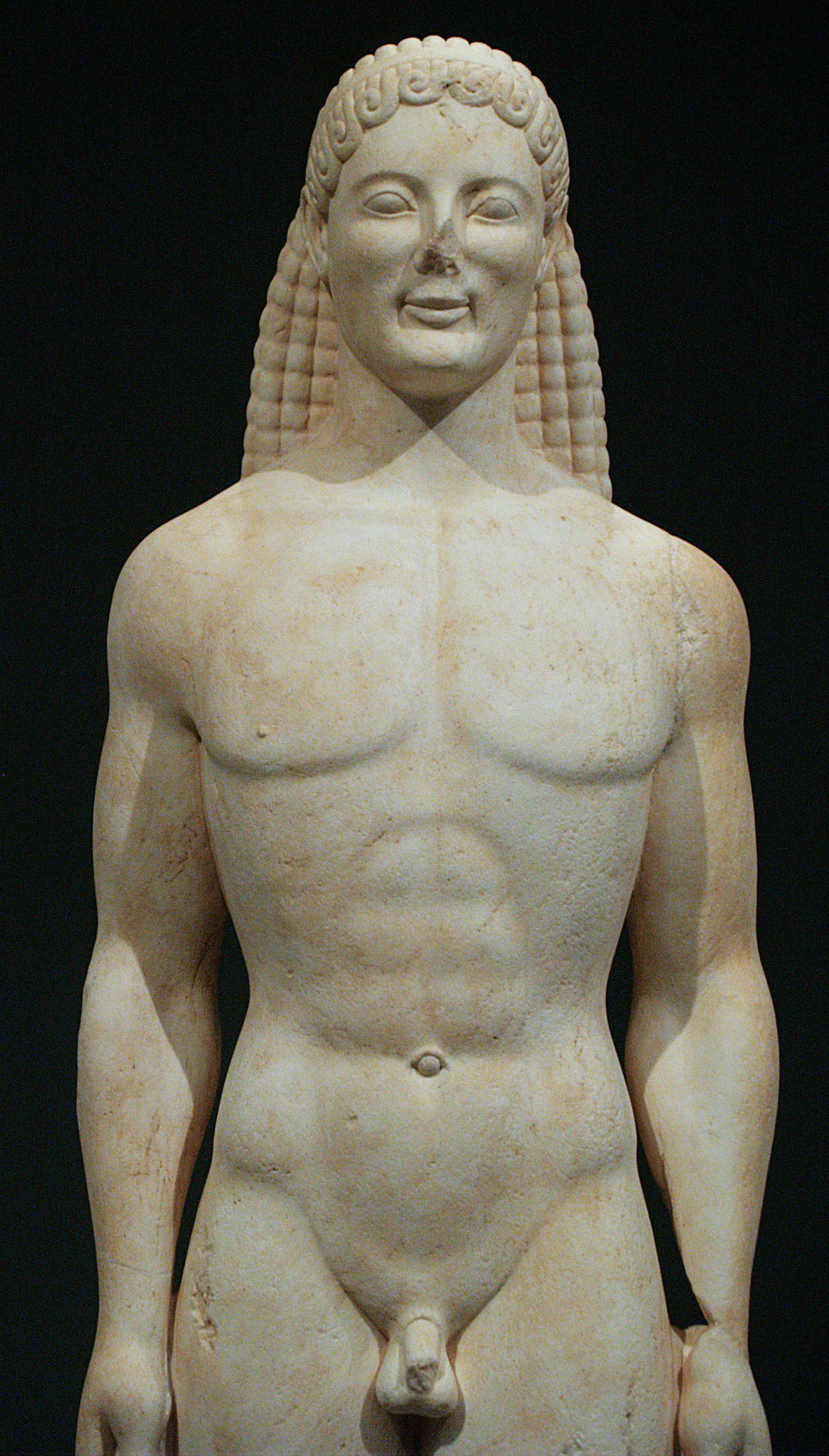
Курос Гетті
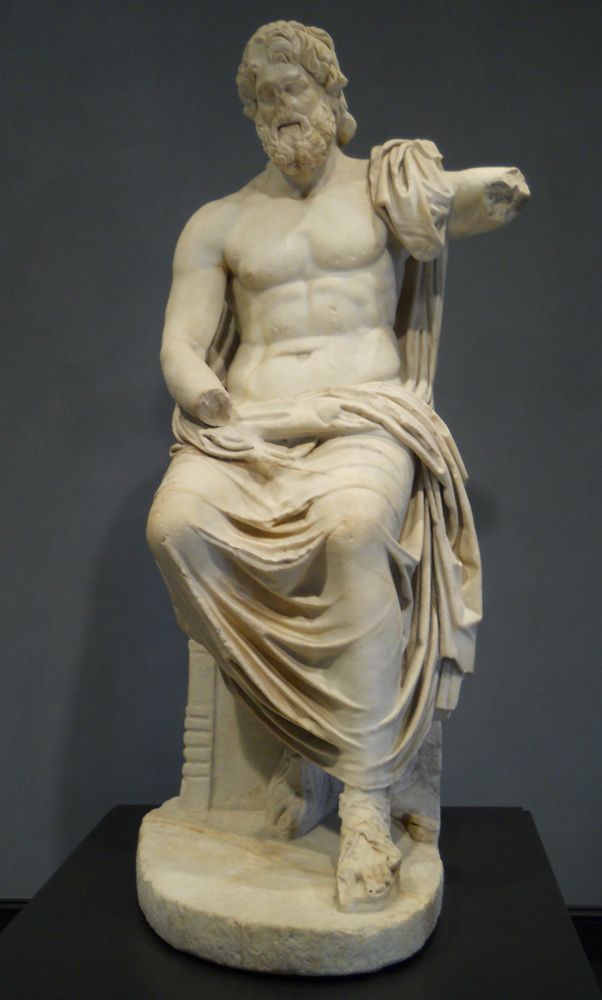
Зевс Марбері-холла
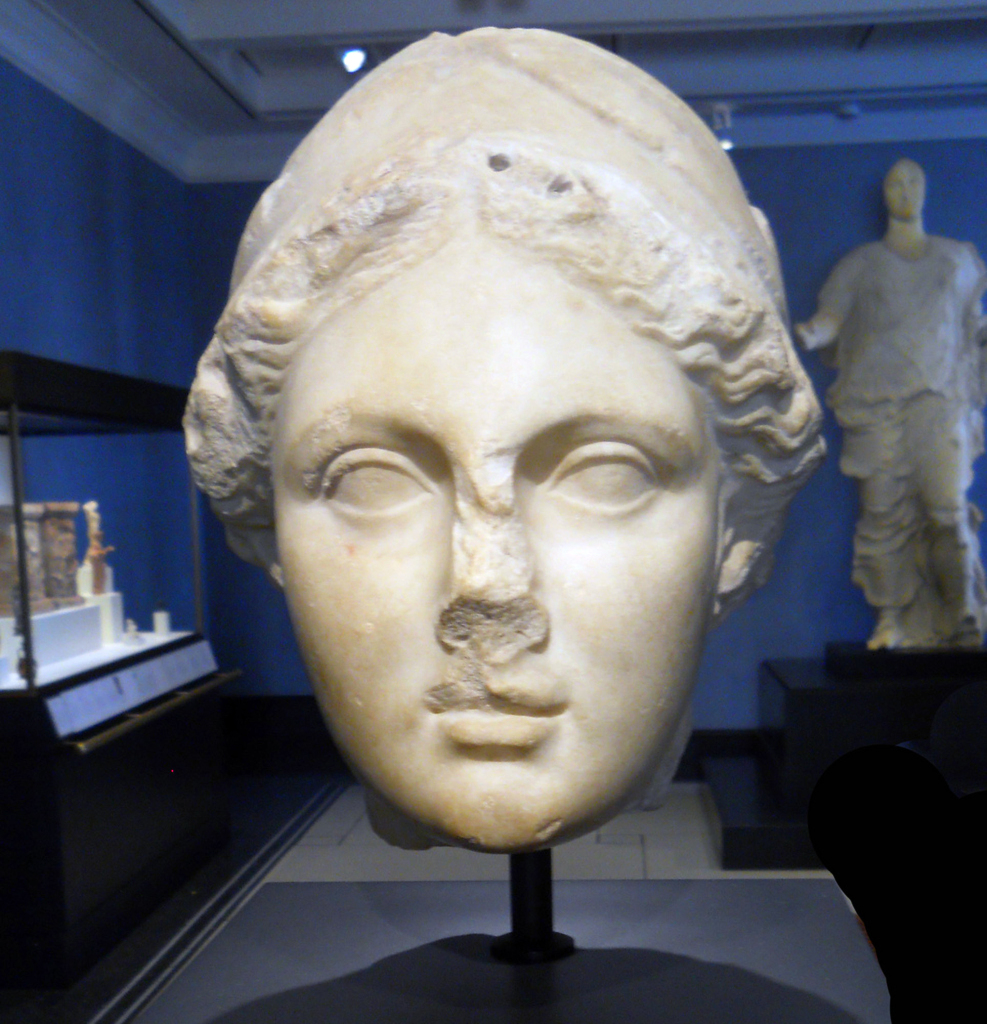
Афіна - богиня війни, цивілізації, мудрості, міцності, стратегії, ремесл, справедливості й здібності
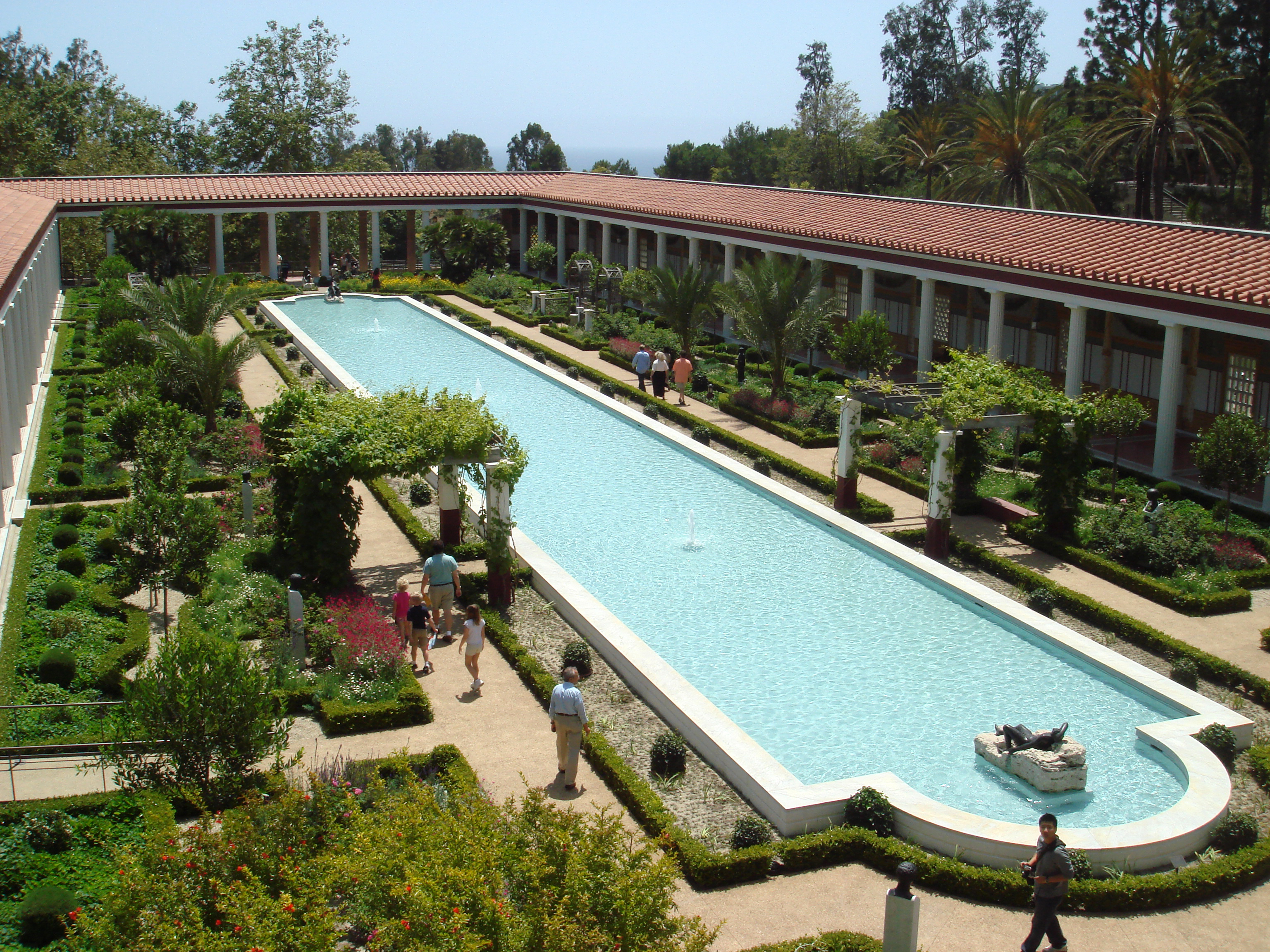
Зовнішній перистиль (подвір'я замкнене колонадою)
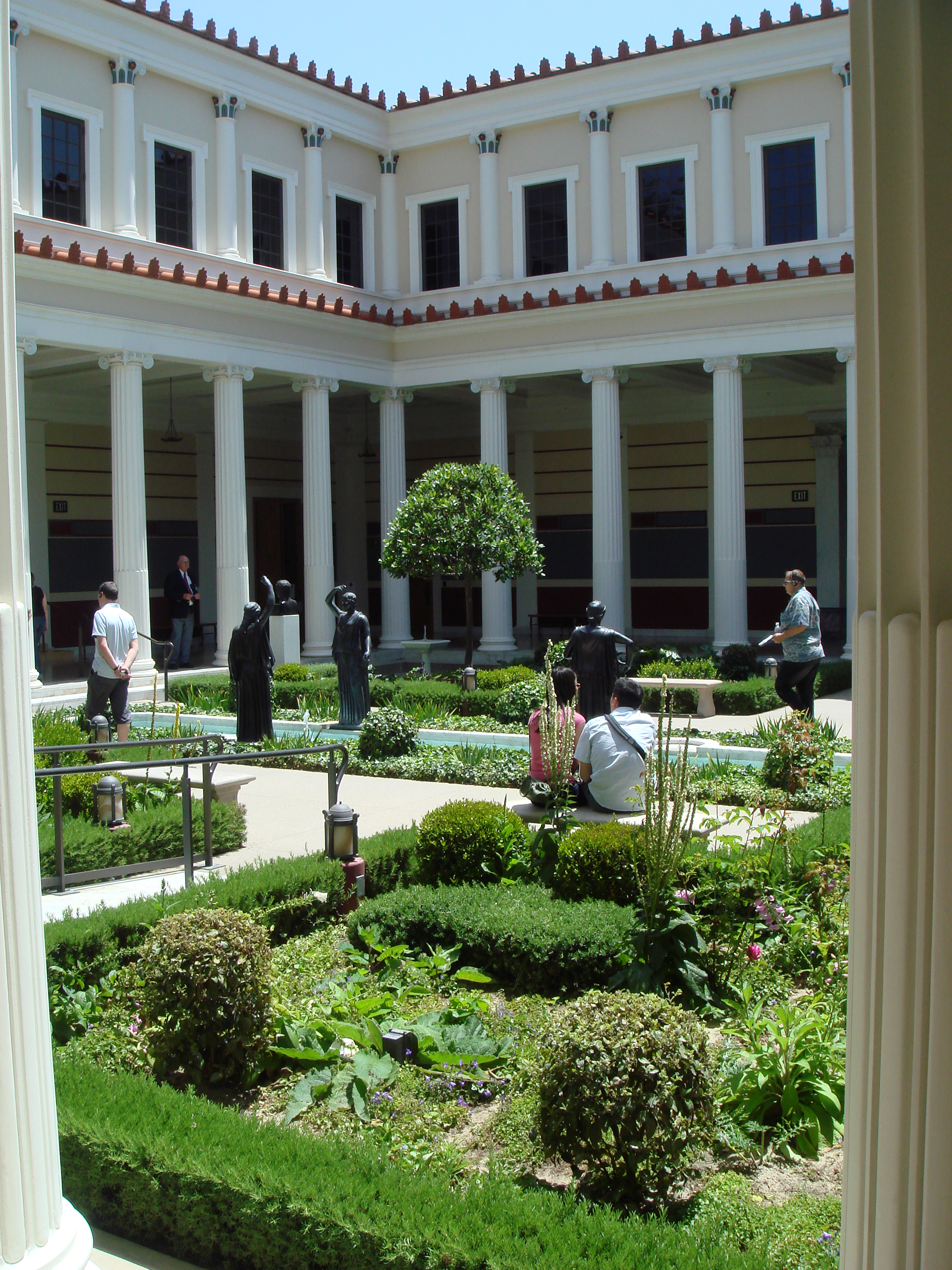
Внутрішній перистиль

## Дивитися також
- Камілло Падерні описав частини Вілли Папірі